# Edmund Téry

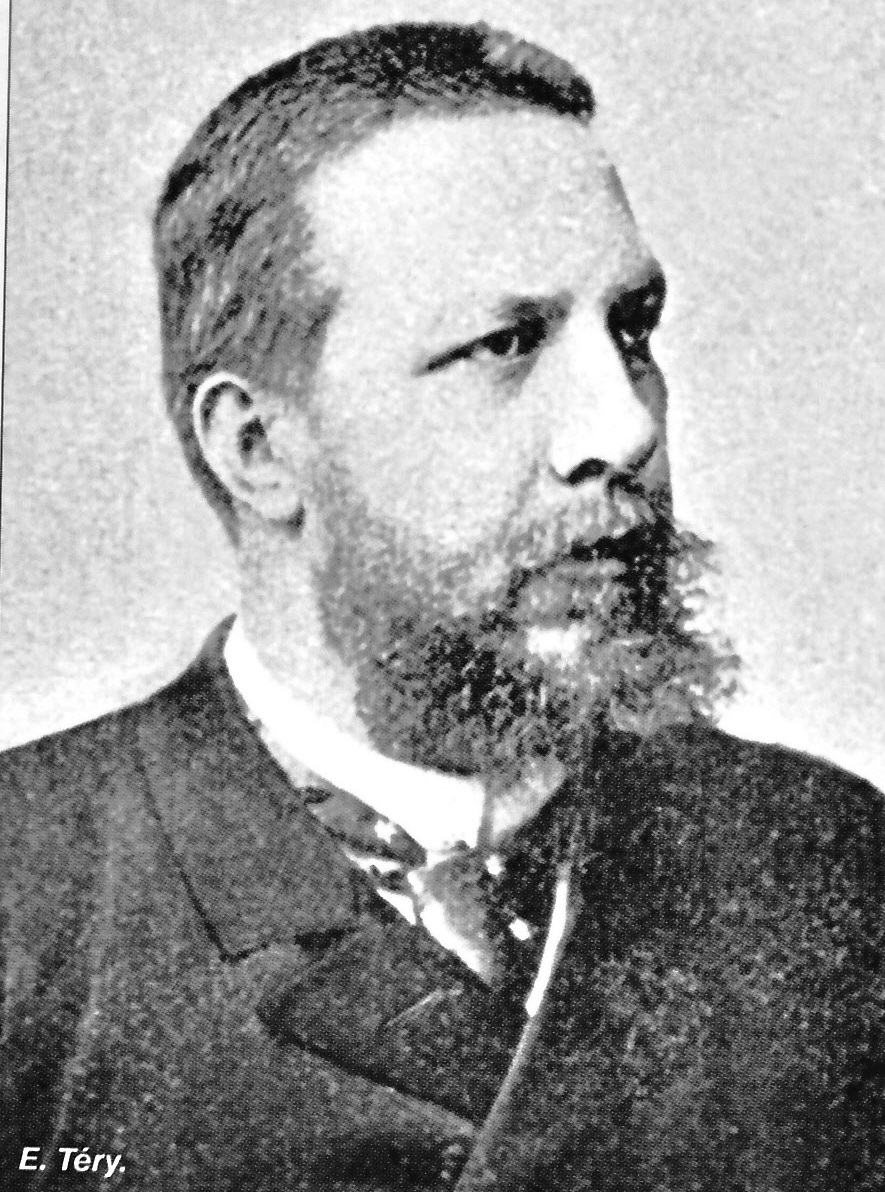
Edmund Téry

Edmund Téry, ungarisch Ödön Téry, eigentlich Edmundus Felix Anton Wilhelm Ricker (* 4. Juli 1856 in Altbeba, Komitat Torontál, Königreich Ungarn; † 11. September 1917 in Budapest, Österreich-Ungarn) war ein deutsch-ungarischer Arzt, Bergsteiger und Förderer des Tourismus.

## Leben
Edmund Téry entstammte einer aus Österreich stammenden deutschen Familie. Sein ursprünglicher Name war Edmundus Felix Anton Wilhelm Ricker. Sein Vater Joseph Ricker kam nach Altbeba, wo er als Gutsverwalter auf dem Gut des Barons Sina arbeitete. Im Zuge der Magyarisierungswelle im damaligen Königreich Ungarn änderte er 1862 seinen Namen auf „Téry“.
Der junge Edmund Wilhelm besuchte zuerst das Gymnasium in Mischkolz, wo er auch sein Abitur ablegte. Im Jahre 1865 ging er nach Pest, wo er an der dortigen Universität ein Medizinstudium absolvierte. Neben seinem Studium absolvierte er als Freiwilliger seinen Militärdienst. Am 7. November 1876 heiratete er Emilie geb. Mészáros, die Tochter des Ministerialrats Ferenc Mészaros. Aus der Ehe gingen zwei Söhne hervor.
Seit 1880 lebte er in Schemnitz, wo er sich als Spezialist für Bergarbeiterkrankheiten einen Namen machte. Er wurde Leibarzt des Grafen Philipp von Coburg, dem damaligen Inhaber des Schlosses und der Herrschaft Sankt Anton in der Au.
Im Jahre 1884 kam Téry nach Budapest zurück, wo er im Innenministerium tätig wurde.
Téry war ein erstrangiger Bergsteiger mit mehreren Erstbesteigungen bzw. schwersten Bergtouren in der Hohen Tatra zwischen den Jahren 1876 und 1878. (Am 5. August 1876 bestieg er die Lomnitzer Spitze mit dem Bergführer Johann Still; 6. August 1877 bestieg er den Schwalbenturm (slow. Pyšný štít) mit den Bergführer Martin Spitzkopf). Viele Plätze auf dem Gebiet der Hohen Tatra erinnern an seinen Namen (z. B. die Téry-Spitze, 2592 m, slowakisch Malý Pyšný štít), Téry Grat, Téry Scharte usw. Seiner Initiative ist auch der Bau der Téry-Hütte im Kleinen Kaltwassertal in der Hohen Tatra zu verdanken. Dieses Schutzhaus wurde am 21. August 1899 der Öffentlichkeit übergeben und dient auch heute noch als Herberge für Bergwanderer.

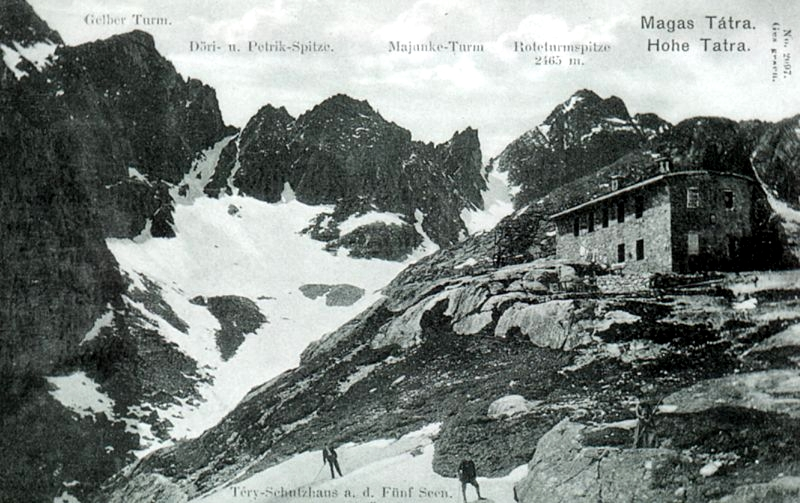
Téry-Hütte um 1900

Téry war ein tatkräftiger Förderer des Tourismus, seit 1875 war er Mitglied im Karpathenverein, wo er grundlegende und in die Zukunft weisende Arbeit leistete. Im Jahre 1882 gründete Téry die Sektion „Sitno“ des UKV. Nach seiner Rückkehr nach Budapest begründete er 1888 zusammen mit Gustav Thirring die „Neue Budapester Sektion“ des UKV deren Vorsitzender er wurde. Téry gehörte zu jenen Funktionären des UKV, die in den neunziger Jahren des 19. Jh. den Hauptsitz des Vereins von Leutschau nach Budapest verlegen wollten. Als dieses Vorhaben scheiterte, so machte sich die „Neue Budapester Sektion“ des UKV selbständig. Aus ihr ging dann der am 29. September 1891 gegründete selbständige „Magyar Turista Egyesület“, MTE (Ungarischer Touristenverein) hervor, dessen geschäftsführender Vorsitzender Téry wurde.
Nach Ausbruch des Ersten Weltkrieges engagierte er sich als Militärarzt und im Winter 1916 holte er sich bei einer Inspektionsreise verschiedener Gefangenenlager eine schwere Erkältung zu, von welcher er sich nicht mehr erholte. Durch ein schweres Asthma-Leiden gezeichnet starb er im September 1917 in Budapest.
Téry war auch publizistisch tätig, im Jahre 1889 begründete er die ungarische Zeitschrift „Turisták Lapja“ (Touristen Zeitschrift) deren Chefredakteur er war. Er publizierte auch im Karpatenjahrbuch. Einer seiner bekanntesten Beiträge war „Die erste Ersteigung des Mittelgrates“ veröffentlicht im Karpathenjahrbuch, Jg. 1879.